# La Mystérieuse Affaire de Styles
Pour l'adaptation, voir La Mystérieuse Affaire de Styles (téléfilm).
La Mystérieuse Affaire de Styles (titre original : The Mysterious Affair at Styles) est le premier roman d'Agatha Christie et aussi le premier roman où apparaît Hercule Poirot, son personnage fétiche. Elle écrit le livre en 1917 à l'âge de 27 ans, mais il n'est publié qu'en octobre 1920 aux États-Unis. Il est publié l'année suivante au Royaume-Uni, et seulement en 1932 en France.
Le livre est un succès d'estime, il se vend à 2 000 exemplaires et rapporte à son auteur 25 livres sterling de revenus.
Pendant la Première Guerre mondiale, Arthur Hastings, rapatrié en Angleterre, est invité dans la demeure de Styles Court (ou Styles en version abrégée) par son ami John Cavendish, qui lui apprend que sa mère Emily s'est remariée avec un homme beaucoup plus jeune, le mystérieux Alfred Inglethorp. À Styles, tout le monde a l'air de le détester, à l'exception d'Emily. Plus tard, Emily est empoisonnée et les soupçons se portent sur Alfred Inglethorp. Hercule Poirot, ancien inspecteur de police belge, qui est aussi présent au village de Styles Saint-Mary, est invité par Hastings à résoudre cette affaire. Apparemment Poirot pense qu'Alfred Inglethorp n'est pas l'assassin et tente de le disculper.

## Personnages
La victime
- Mme Emily Inglethorp, âgée de 70 ans, propriétaire de Styles Court, décrite comme égoïste et « autocrate »

Les enquêteurs
- Capitaine Hastings, le narrateur, démobilisé à la suite d'une blessure
- Hercule Poirot, célèbre détective privé, réfugié belge et vieil ami de Hastings
- L'inspecteur Japp, de Scotland Yard

Les suspects
- Alfred Inglethorp, second époux d'Emily Inglethorp, beaucoup plus jeune qu'elle
- John Cavendish, l'aîné des beaux-fils de Mme Inglethorp
- Mary Cavendish, épouse de John Cavendish
- Lawrence Cavendish, le frère cadet de John, beau-fils de Mme Inglethorp
- Dr Bauerstein, médecin toxicologue
- Evelyn Howard, dame de compagnie de Mme Inglethorp
- Cynthia Murdoch, orpheline recueillie par Mme Inglethorp

Les personnages secondaires
- Dorcas et Annie, femmes de chambre à Styles Court
- Earl et Manning, jardiniers à Styles Court
- Mme Raikes, jolie femme de type gitane
- Albert Mace, aide-préparateur du pharmacien du village
- Dr Wilkins, médecin traitant d'Emily
- Me Wells, notaire d'Emily Inglethorp
- Me Heavywether, avocat de John Cavendish

## Résumé

### Mise en place de l'intrigue
Chapitres 1 à 3.
L'histoire se déroule en Grande-Bretagne à Styles Court, un manoir situé dans l'Essex, durant la Première Guerre mondiale. La riche veuve Emily Cavendish-Inglethorp vit à Styles des rentes léguées par son époux décédé. Elle s'est remariée avec Alfred Inglethorp, bien plus jeune qu'elle. Emily a deux beaux-fils, John et Laurence (Lawrence) Cavendish ; John est l'époux de Mary (mais leur mariage bat de l’aile). Depuis deux ans elle héberge à Styles une jeune orpheline, Cynthia Murdoch, qui travaille à la pharmacie de l'hôpital de la Croix Rouge de Tadminster. John Cavendish est le nu-propriétaire du manoir tandis qu'Emily Cavendish-Inglethorp en est l'usufruitière jusqu'à sa mort. Evelyn Howard, dame de compagnie d'Emily, est une lointaine cousine d'Alfred Inglethorp mais déteste ce dernier.
Le capitaine Arthur Hastings, rapatrié en Angleterre en raison d'une blessure, est invité dans la demeure de Styles Court par son ami John Cavendish. Arrivé le 5 juillet, il fait connaissance avec les diverses personnes qui vivent au manoir. Le lendemain de son arrivée, Miss Howard a une dispute avec Alfred et décide de quitter la demeure ; on apprendra par la suite qu'elle a trouvé une place comme infirmière à une vingtaine de kilomètres de Styles. Hastings fait la connaissance du Dr Bauerstein, en repos par suite d'une crise de neurasthénie aigüe.
Dans la nuit du lundi 16 au mardi 17 juillet, entre 4 h et 5 h, les résidents entendent Emily pousser des cris déchirants. Que faire ? Laurence Cavendish vient réveiller Hastings ; on enfonce la porte de la chambre, verrouillée de l'intérieur. Emily est en proie à une crise aigüe ; on ne parvient pas à la soulager de ses convulsions ; elle décède quelques minutes après, malgré une tentative de respiration artificielle.
Le Dr Wilkins, appelé en urgence, arrive, presque en même temps que le Dr Bauerstein : les deux médecins insistent sur la nécessité d'une autopsie, car Emily Inglethorp pourrait avoir été empoisonnée.
Peu après, Hastings propose à John Cavendish de faire appel à Hercule Poirot, qui réside à proximité dans le village de Styles Sainte Mary.

### Enquête de Poirot le 17 juillet
Chapitres 4 et 5.
Poirot commence son enquête ; il visite les lieux et interroge les protagonistes.
Sachant qu'Emily était décédée dans la nuit du lundi 16 au mardi 17 juillet, il apprend que lundi après-midi, Emily avait eu une dispute avec un proche, sans doute son mari Alfred ou son beau-fils John. On l'a aperçue bouleversée en fin d'après-midi, et il semblerait qu'elle ait rédigé un nouveau testament, que l'on ne retrouve pas mais qui pourrait avoir été brûlé dans la cheminée. Elle avait peu mangé au dîner et s'était retirée vers 20 h dans sa chambre avec sa mallette violette contenant ses documents les plus importants. Cette mallette est d'ailleurs découverte avec une serrure forcée et des documents disparus. Elle avait quitté la salle à manger en emportant sa tasse à café dans la chambre. Celle-ci était située entre la chambre de Cynthia Murdoch (à gauche) et celle d'Alfred (à droite).
On apprend aussi qu'Alfred Inglethorp avait quitté Styles tôt dans la soirée et qu'il avait dormi hors de la propriété dans un village voisin. Il était avec une connaissance à lui, Denby, dont il vérifiait les comptes. Il avait oublié la clef du manoir et était resté coucher chez Denby. Ce n'est qu'au petit matin que le Dr Wilkins lui avait appris le décès de son épouse.
Poirot a du mal à comprendre comment de la strychnine aurait pu être administrée à la vieille dame, et s'interroge sur l'existence, dans la chambre de la victime, d'un feu de cheminée allumé en plein été, sur les restes d'une tasse de café broyée, réduite en poussière, sur une tache de bougie sur le tapis, sur un filament d'étoffe verte.
Poirot a la confirmation qu'Emily avait rédigé un nouveau testament : son jardinier Manning avait été appelé pour le signer en tant que témoin.

### Enquête publique et mise en cause d'Alfred Inglethorp
Chapitres 6 et 7.
« L'enquête publique » a lieu quelques jours après dans l'auberge du village. Les principaux témoins du drame sont invités à témoigner. L'empoisonnement à la strychnine est établi de manière certaine ; la victime en a avalé au moins trois quarts de gramme. Le médicament qu'Emily prenait chaque soir contenait une infime quantité de strychnine, mais en quantité insuffisante pour lui donner la mort. Tout accident est à écarter selon les médecins experts.
Alfred est accusé par Albert Mace, l'aide-préparateur du pharmacien du village, d'avoir acheté de la strychnine le lundi, veille du crime, pour « empoisonner un chien ». Alfred a même signé le registre des achats.
Alfred conteste totalement s'être rendu chez le pharmacien, invoquant le fait que la maisonnée n'a aucun chien et que quelqu'un avait pu se déguiser et se faire passer pour lui. Il ne souhaite pas fournir d'explications, si ce n'est qu'il avait passé la soirée à se promener sans rencontrer quiconque.
L'inspecteur Japp, venu exprès de Londres pour suivre l'audience publique, est prêt à l'arrêter en raison de cet achat de strychnine et en raison de l'absence d'alibi. De plus, Alfred Inglethorp est le suspect idéal : il avait le mobile (héritage de sa femme), il était bien plus jeune qu'Emily, et les Cavendish le soupçonnent d'être un « chasseur d'héritage ». Il était détesté par la dame de compagnie de la défunte, Evelyn Howard.
Hercule Poirot dissuade le policier d'arrêter Inglethorp : le détective donne des explications convaincantes sur le fait qu'un inconnu avait pu prendre l'apparence d'Alfred et se faire passer pour lui pour l'achat du poison. Il fait aussi remarquer plusieurs éléments bizarres : 
- la déposition de Lawrence Cavendish, qui fait état d'un empoisonnement accidentel ;
- la déposition de Mary Cavendish, qui n'a pas tout dit sur la conversation qu'elle a entendue entre Emily et une personne non identifiée, l'après-midi du lundi ;
- le fait que le Dr Bauerstein soit arrivé à Styles Court vers 5 h 30 en étant tout habillé (sans que personne lui ait posé la moindre question à ce sujet) ;
- le fait que Cynthia Murdoch, qui dormait dans la chambre contiguë de celle d'Emily n'ait rien remarqué ni entendu la nuit du drame.

Hercule Poirot réunit les habitants de la maisonnée et prouve qu'Alfred n'a pas pu tuer Emily. Il avait en réalité un alibi, qu'il ne voulait pas donner : vers 18 h du soir le lundi, il raccompagnait une gitane, Mme Raikes, chez elle, et il avait été vu par cinq témoins dignes de foi à deux miles et demi (quatre kilomètres) du village à l'heure où le poison avait été acheté.

### Poursuite de l'enquête et arrestation duDrBauerstein
Chapitres 8 à 10.
Poirot fait le point avec Hastings et lui demande qui pourrait, à son avis, être l'assassin. Hastings répond qu'Evelyn Howard n'a pas d'alibi. Poirot répond qu'il s'est renseigné à ce sujet et que la dame était de garde à l'hôpital la veille et la nuit du décès d'Emily ; de plus elle n'a aucun mobile, puisque la mort de la vieille dame ne lui donne aucun bénéfice. On peut être quasi-certain que Mme Howard n'a jamais été désignée comme légataire universel par Emily. Par ailleurs, Poirot fait remarquer que le Dr Bauerstein, outre le fait qu'il était arrivé vers 5 h 30 peu après la mort d'Emily, avait été vu à Styles Court la veille du drame, faisant de lui un suspect.
Plus tard, Poirot est informé par la domestique Dorcas qu'une malle remplie de vêtements et de costumes se trouve au grenier de la maison : le filament vert retrouvé dans la chambre de la victime pourrait provenir d'un des vêtements ? Poirot et Hastings examinent le contenu de ce coffre, et découvrent une barbe noire postiche, ressemblant de manière extraordinaire à la barbe d'Alfred Inglethorp.
S'ensuivent des conversations entre Hastings et plusieurs personnes, en particulier Mary Cavendish (qu'il interroge sur ses liens amicaux et cordiaux avec le Dr Bauerstein) puis Cynthia Murdoch. Celle-ci confie à Hastings qu'elle a peur pour son avenir : maintenant qu'Emily est morte, et sachant que les frères Cavendish ne lui portent aucun intérêt et que Mary Cavendish voit en elle une rivale féminine potentielle, elle se pose des questions : que faire ? où aller ? Sur un coup de tête, Hastings, qui la trouve fort à son goût, lui propose le mariage, ce que Cynthia trouve du plus grand comique. Elle le quitte en le remerciant de son étrange proposition, qui l'a vraiment réconfortée ! Immédiatement après le départ de la jeune femme, Hastings apprend que le Dr Bauerstein vient d'être arrêté par la police.
Pendant 24 h, Hastings rumine l'arrestation du médecin, et se dit que la police avait dû trouver des preuves de sa culpabilité dans le meurtre de la vieille dame, en sus des éléments troublants énoncés par Poirot la veille. Cependant, lorsque Hastings retrouve Poirot et lui annonce l'arrestation de Bauerstein, il apprend éberlué que le docteur a été arrêté, non pas pour l'assassinat d'Emily, mais pour espionnage au profit de l’Allemagne !
Hastings a ensuite une longue conversation avec Mary Cavendish, qui lui explique les difficultés de son mariage avec John : tous deux n'ont jamais été vraiment amoureux l'un de l’autre, et elle pense sérieusement à le quitter. Hastings, qui a en mémoire une remarque de Poirot indiquant que Mary n'était pas amoureuse du Dr Bauerstein mais « d'un autre », pense que Mary est peut-être amoureuse de lui. Il la courtise maladroitement, mais Mary le quitte assez abruptement.
Poirot rejoint Hastings et lui révèle qu'il a trouvé des empreintes digitales de Lawrence Cavendish sur un flacon de strychnine de l'hôpital de la Croix rouge à Tadminster, faisant de lui un suspect. Par ailleurs, Poirot s'étonne que l'on retrouve de la strychnine dans trois endroits différents : dans le médicament du soir d'Emily ; la strychnine vendue par Albert Mace au prétendu Alfred Ingelthorp ; le flacon de strychnine de l’hôpital.
Le chapitre 10 se termine sur un coup de théâtre : John Cavendish vient d'être arrêté par l'inspecteur Japp pour l'assassinat de sa belle-mère.

### Arrestation et procès de John Cavendish
Chapitre 11.
Le récit reprend deux mois après les évènements précédents, au moment du procès de John Cavendish. Durant cette période de deux mois, durant laquelle John est incarcéré, Mary Cavendish soutient entièrement son époux, tandis qu'Hastings est resté séjourner à Styles Court.
On apprend que le Dr Bauerstein a été acquitté des accusations d'espionnage portées à son encontre ; néanmoins Hercule Poirot ne l'avait jamais considéré comme un suspect sérieux pour l’assassinat d'Emily. L'auteure n'évoquera plus le Dr Bauerstein dans la suite du roman.
Dans une conversation avec Hastings, Poirot lui explique que John Cavendish sera sans doute acquitté, car aucune preuve formelle n'a été trouvée à son encontre ; en outre, Poirot révèle qu'il témoignera en sa faveur.
Le procès s'ouvre le 15 septembre à Old Bailey. John plaide « non coupable ».

### Dénouement et révélations finales
Chapitres 12 et 13.
Hercule Poirot explique aux habitants de la maisonnée les tenants et aboutissants de cette affaire particulièrement compliquée.
C'est Alfred Inglethorp et Evelyn Howard qui ont ensemble fait le coup, soigneusement prémédité, étant précisé qu'Evelyn, loin d'être « l'ennemie » d'Alfred, était sa cousine. Ils ont empoisonné Emily en ajoutant un agent chimique, du bromure, au médicament qu'elle prenait habituellement le soir avant de se coucher : la strychnine s'était déposée, au fil des semaines, au fond du flacon ; la dernière prise de médicament avait été mortelle.
Le plan était de donner assez d'éléments à la police pour qu'elle incrimine Alfred, ce dernier devant, en cour d'assises, révéler son alibi. Il aurait donc été acquitté des charges, sans que l'on puisse un jour l'accuser de nouveau, en vertu du principe « Non bis in idem ». Hercule Poirot avait trouvé étrange qu'Alfred ne se défende pas et agisse comme s'il voulait être accusé du meurtre.

## Autour du livre

### Rédaction
Agatha Christie commente ainsi sa conception de l'intrigue : 
« Tout le problème d'un bon roman policier, c'est qu'il doit y avoir un coupable évident, dont on doit découvrir, pour une raison quelconque, que sa culpabilité n'est pas si évidente que ça et même qu'il n'a pas pu commettre le crime dont on l'accuse. Bien qu'au bout du compte, et cela va sans dire, ce soit bel et bien lui qui ait fait le coup »
L'idée qu'un homme, véritable meurtrier, se fasse accuser d'un meurtre qu'il a réellement commis afin d'être innocenté par la suite, et ainsi échapper aux poursuites, sera de nouveau utilisée par Agatha Christie un quart de siècle plus tard dans L'Heure zéro (1944).
Dans ce roman comme dans plusieurs autres, le poison est l'arme du crime. Agatha Christie, qui a travaillé comme infirmière pendant la Première Guerre mondiale et a vu les effets de nombreuses substances médicamenteuses sur les blessés, s'est en effet documentée sur le sujet, n'hésitant pas, plus tard, à correspondre avec telle ou telle sommité médicale pour vérifier si ses hypothèses sur l'effet de tel ou tel poison étaient plausibles, avant de les utiliser dans la trame de ses romans.
La date du lundi, veille de la mort d'Emily, est datée de manière différente dans le roman : au début du chapitre 2, le lundi porte la date du 16 juillet, tandis qu'au chapitre 6, il s'agit du 17 juillet .

### Publication
Agatha Christie propose son manuscrit à six éditeurs différents, qui refusent tous de la publier, peu sûrs de son talent. C'est seulement cinq ans plus tard que la maison d'édition Bodley Head accepte de publier le roman. À l'intérieur, il est expliqué comment Christie s'est mise à l'écriture :
« Ce roman est le résultat d'un pari que l'auteur, qui n'avait jamais écrit un livre précédemment, ne pourrait pas écrire un roman policier dans lequel le lecteur serait incapable de détecter le meurtrier, même en ayant tous les indices en main comme le détective de l'histoire. »

## Rééditions et réécriture
Depuis 2020, dans de nouvelles éditions publiées par la maison d'édition américaine HarperCollins, des passages originaux de certains romans d'Agatha Christie ont été retravaillés ou supprimés « par les services de « lecteurs sensibles » pour tenir compte des sensibilités modernes ». Ainsi, dans La Mystérieuse Affaire de Styles, alors que Hercule Poirot notait qu’un autre personnage était « un juif, bien sûr », il ne fait plus aucun commentaire de ce type. Dans un autre passage, une jeune femme décrite comme étant « de type gitan » est désormais simplement « une jeune femme », et d’autres références aux gitans ont été supprimées du texte.

## Éditions
- (en) The Mysterious Affair at Styles, New York, John Lane, octobre 1920, 296 p. (LCCN 20019240)
- (en) The Mysterious Affair at Styles, Londres, Bodley Head, 1920, 296 p. (LCCN 20019240)
- La Mystérieuse Affaire de Styles (trad. Marc Logé), Paris, Librairie des Champs-Élysées, coll. « Le Masque » (no 106), 1932, 248 p. (BNF 31945483)Plusieurs fois réédité, dans la même traduction, jusque dans les années 1980, dans les collections « Le Masque » et « Club des Masques », chez le même éditeur, ou dans la collection « Le Livre de poche » à la Librairie générale française.
- La Mystérieuse Affaire de Styles (trad. Thierry Arson), dans : L'Intégrale : Agatha Christie (préf. Jacques Baudou), t. 1 : Les années 1920-1925, Paris, Librairie des Champs-Élysées, coll. « Les Intégrales du Masque », 1990, 1306 p. (ISBN 2-7024-2086-9, BNF 35338210)Plusieurs fois réédité, dans la même traduction, jusque dans les années 2000, dans les collections « Le Masque » et « Club des Masques », chez le même éditeur, ou dans la collection « Le Livre de poche » à la Librairie générale française et en collection « Hachette Collections » à la Librairie Hachette.

### Livres audio
- (en) The Mysterious Affair at Styles: Complete & Unabridged (lu par Hugh Fraser), HarperCollins Publishers, New York et Londres, 2004, 5 disques compact,  (ISBN 978-0007191055), (ASIN 0007191057)
- La Mystérieuse Affaire de Styles (lu par Françoise Gillard, sans indication de la traduction utilisée), éditions Thélème, Paris, 2004, 3 disques compact,  (ISBN 978-2-87862-308-6), (BNF 40181058).

## Adaptations
- 1990 : La Mystérieuse Affaire de Styles (The Mysterious Affair at Styles), téléfilm de la série britannique Hercule Poirot d'ITV, avec David Suchet dans le rôle d'Hercule Poirot, Hugh Fraser dans celui du Lieutenant Arthur Hastings et Philip Jackson en Inspecteur Japp ;
- 2005 : The Mysterious Affair at Styles, feuilleton radiophonique de BBC Radio 4, avec John Moffatt donnant sa voix à Poirot.
- 2016 : La Mystérieuse Affaire de Styles, téléfilm de la série française Les Petits Meurtres d'Agatha Christie de France 2 (épisode 2.15). Le personnage d'Hercule Poirot y est absent, remplacé par le trio formé du commissaire Laurence, de la journaliste Alice Avril et de la secrétaire Marlène Leroix, respectivement joués par Samuel Labarthe, Blandine Bellavoir et Élodie Frenck.